# Hertonäs metrostation
Hertonäs (finska: Herttoniemi) är en station inom Helsingfors metro i delområdet Västra Hertonäs i stadsdelen Hertonäs.
Stationen öppnades den 1 juni 1982. Jaakko Ylinen och Jarmo Maunula projekterade stationen. Stationen ligger 1,442 kilometer från Brändö och 1,367 kilometer från Igelkottsvägen.

## Galleri

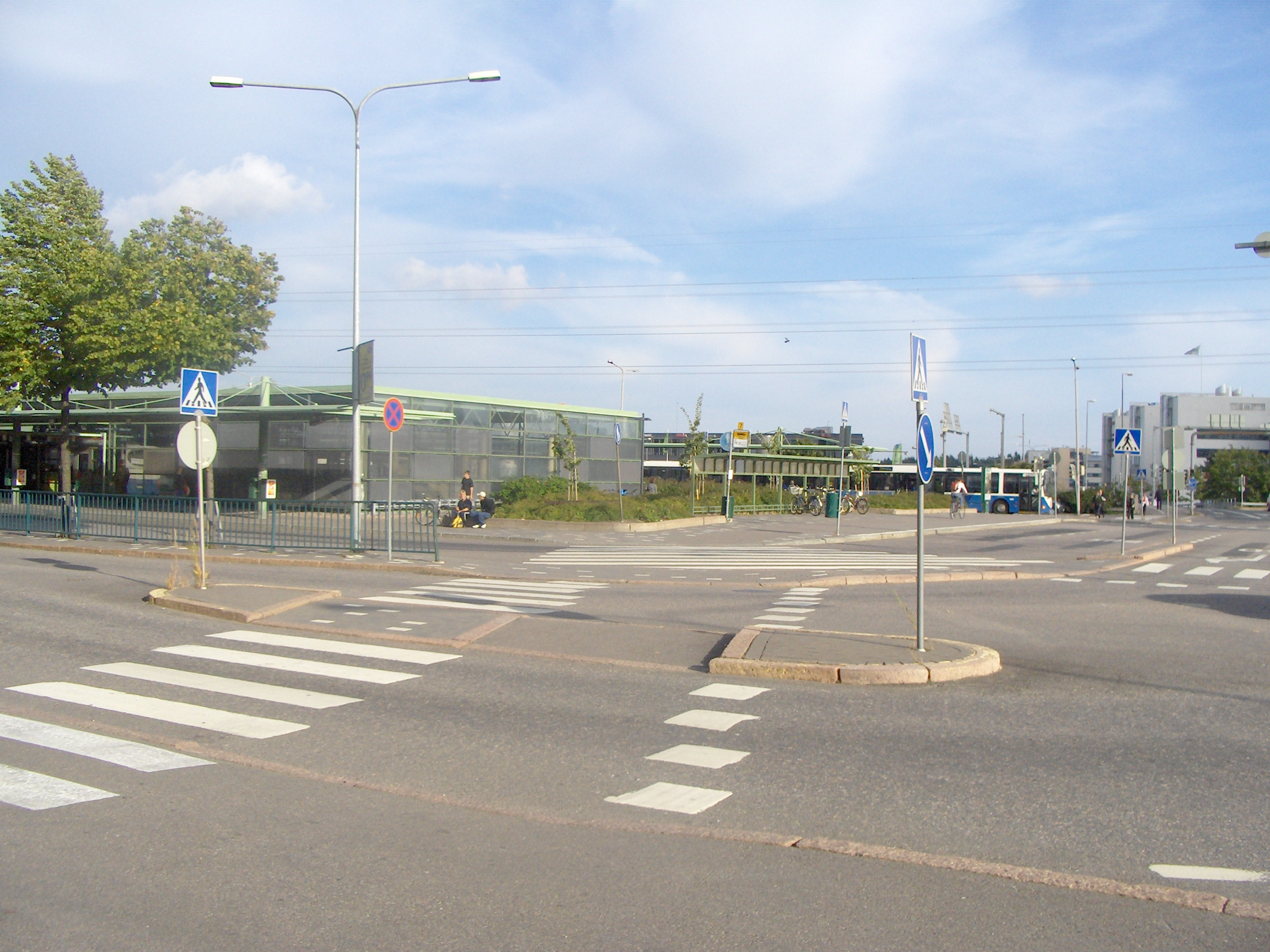
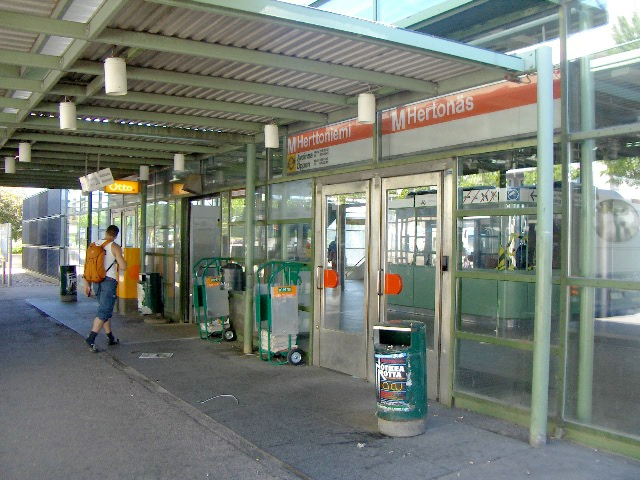
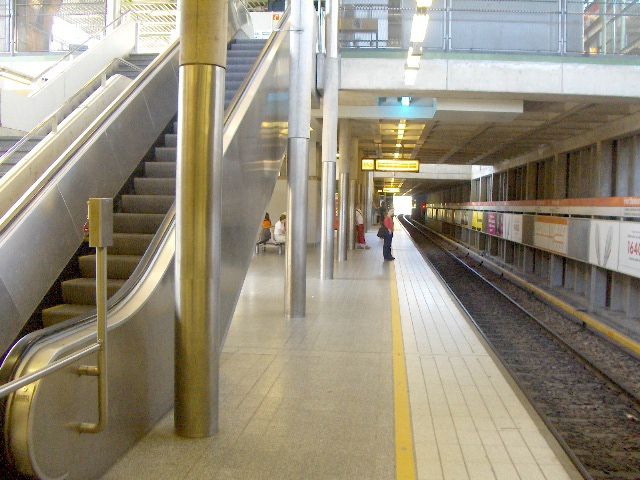